# Begonia alchemilloides
Espèce
Synonymes
- Begonia leptophylla Taub.[2]

Begonia alchemilloides est une espèce de plantes de la famille des Begoniaceae.
Ce bégonia est originaire du Brésil. L'espèce fait partie de la section Ephemera ; elle a été décrite en 1859 par le botaniste suisse Alphonse Pyrame de Candolle (1806-1893) et l'épithète spécifique, alchemilloides, signifie « qui ressemble à l'alchemille ».
En 2018, l'espèce a été assignée à une nouvelle section Ephemera, au cycle annuel, au lieu de la section Begonia.